# わたらせ渓谷鐵道わたらせ渓谷線
わたらせ渓谷線（わたらせけいこくせん）は、群馬県桐生市の桐生駅から栃木県日光市の間藤駅に至る、わたらせ渓谷鐵道が運営する鉄道路線。旧国鉄特定地方交通線の東日本旅客鉄道（JR東日本）足尾線を引き継いだ路線である。略称・通称は運営会社名を含めて、公式は「わ鐵」（わてつ）を用いており、「わた渓」（わたけい）と呼ぶ人もいる。
わたらせ渓谷線は、足尾銅山から産出される鉱石輸送のために私鉄の足尾鉄道が敷設し、のちに国有化された足尾線が由来である。桐生駅から大間々駅までは市街地を走り、大間々駅から北の区間では、路線名の通り渡良瀬川上流の渓谷に沿って沢や支川を渡りながら谷筋を遡る。特に初夏の新緑と秋の紅葉の風景が美しく、臨時運行されるトロッコ列車では、風に当たりながら渓谷美を堪能できる。足尾地区では、本路線の建設目的であった足尾銅山の跡地や関連施設が沿線に残っており、一部が観光・見学施設として開放されている一方、廃止された旧足尾本山駅付近では、過去の歴史的な公害である足尾鉱毒事件の影響によりいまだにはげ山が連なり、異観を呈している。
2008年（平成20年）7月23日に上神梅駅本屋などが、2009年（平成21年）11月19日には神戸駅本屋や城下トンネルなど37件が国の登録有形文化財に登録された。

## 路線データ
- 管轄（事業種別）：わたらせ渓谷鐡道（第一種鉄道事業者）
- 路線距離（営業キロ）：44.1 km[4]。
  - うち桐生駅 - 下新田信号場間 1.7 km は、JR東日本両毛線と施設を共用。
- 軌間：1,067 mm
- 駅数：17駅（起終点駅含む）[4]
- 複線区間：なし（全線単線）
- 電化区間：なし（全線非電化（JR両毛線との共用区間を除く））
- 閉塞方式：
  - 単線自動閉塞式（桐生駅 - 下新田信号場間）
  - 自動閉塞式（特殊）（下新田信号場 - 相老駅間）
  - 特殊自動閉塞式（電子符号照査式）（相老駅 - 間藤駅間）
- 保安装置： 
  - ATS-P（桐生駅 - 下新田信号場間）
  - ATS-SN（下新田信号場 - 間藤駅間）
- 最高速度：75 km/h[2]
- IC乗車カード対応区間：なし

## 歴史
足尾銅山から産出される鉱石輸送のために足尾鉄道が敷設した路線である。足尾鉄道は資本金200万円、総株数4万株のうち20100株を古河虎之助が引き受け、社長は古河会社幹部の近藤陸三郎が就任した。最初の営業区間である下新田信号所 - 大間々町駅は1911年（明治44年）4月15日に開業した。開業にあたって汽車製造に注文していた蒸気機関車4両の完成が遅れたため、国鉄に払い下げを急遽願い出て機関車1両を確保し、客車は南海鉄道から電化により余剰となった木製2軸客車8両を譲受け貨車27両で開業に間に合わせた。鉱石輸送は国策上重要であったことから1913年（大正2年）には全線が国によって借り上げられ、1918年（大正7年）には買収、国有化された。
最盛期には日本国内の銅産出量の4割を占めた足尾銅山だが、資源の枯渇により1973年（昭和48年）に閉山され、その後も輸入鉱石の製錬が継続されたものの、1986年（昭和61年）にはそれも縮小され、足尾線による製錬原料の銅鉱石および銅製錬副産物の濃硫酸の輸送も1987年（昭和62年）3月に廃止された。
銅山の衰退と歩調を合わせるように足尾線の輸送量も減少を続け、営業係数は677に達し、1980年（昭和55年）の国鉄再建法施行により1984年（昭和59年）に第2次特定地方交通線に指定。1987年（昭和62年）の国鉄分割民営化によりJR東日本の路線となったのち、1989年（平成元年）、わたらせ渓谷鐵道に転換された。なお、貨物専用だった間藤駅 - 足尾本山駅間は転換時に廃線となり、わたらせ渓谷鐵道が同区間の鉄道事業免許を取得していたが、未開業のまま免許失効している。

### 年表
- 1910年（明治43年）1月31日：足尾鉄道株式会社に本免許状下付（桐生-足尾間）[8]。
- 1911年（明治44年）4月15日：足尾鉄道下新田連絡所 - 大間々町駅（現在の大間々駅）間開業[9]（桐生駅 - 下新田連絡所間は、官営鉄道両毛線を借用）。
- 1912年（明治45年）7月1日：相生駅を相老駅に改称[10]。
- 1912年（大正元年）
  - 9月5日：大間々町駅 - 神土駅（現在の神戸駅）間延伸開業[11]。
  - 11月11日：神土駅 - 沢入駅間延伸開業[12]。
  - 12月1日：大間々町駅を大間々駅に改称[13]。
  - 12月31日：沢入駅 - 足尾駅間延伸開業[14]。
- 1913年（大正2年）10月13日：国が借り入れ、足尾線（桐生駅 - 足尾駅間）に改称[15]。
- 1914年（大正3年）8月25日：足尾駅 - 足尾本山駅間の貨物支線が開業（足尾線全通。同時に借り入れ）[16]。
- 1914年（大正3年）11月1日：間藤駅が開業し、足尾駅 - 間藤駅間で旅客営業を開始[17]。
- 1918年（大正7年）6月1日：国が買収し国有鉄道の足尾線（桐生駅 - 間藤駅間および、貨物支線 間藤駅 - 足尾本山駅間）となる。
- 1934年（昭和9年）2月1日：C12形蒸気機関車の使用開始[18]。
- 1956年（昭和31年）11月：キハ04形気動車運転開始[18]。
- 1959年（昭和34年）9月8日：草木駅新設[19]。
- 1960年（昭和35年）
  - 3月22日：旅客列車を全面ディーゼルカーとする[18]。これにより混合列車は廃止される[20]。
  - 11月18日：小中駅を新設。
- 1970年（昭和45年）9月30日：C12形蒸気機関車が廃止され（10月4日さよなら運転）、DE10形ディーゼル機関車へ置き換え[18]。
- 1973年（昭和48年）
  - 2月23日：足尾銅山閉山。精錬所は輸入鉱石により稼働[18]。
  - 6月27日：草木ダム建設に伴い、神土駅 - 沢入駅間を草木トンネル経由の新線に付け替え[19]。草木駅を廃止[19]。
- 1984年（昭和59年）9月11日：廃止承認（第2次廃止対象特定地方交通線）。
- 1987年（昭和62年）4月1日：国鉄分割民営化によりJR東日本に承継[注 2]。
- 1989年（平成元年）3月29日：JR足尾線廃止[21][注 3]。わたらせ渓谷鐵道わたらせ渓谷線 桐生駅 - 間藤駅間 (44.1 km) 開業[21]。運動公園駅、本宿駅、中野駅の3駅を新設[1]。神土駅を神戸駅に改称[1]。自動閉塞化に伴い、水沼駅、神戸駅、沢入駅が[[無人駅]」化。
- 1992年（平成4年）3月14日：下新田駅を新設[22]。
- 1998年（平成10年）6月2日：間藤駅 - 足尾本山駅間の鉄道事業免許失効。
- 2002年（平成14年）
  - 5月17日：土砂崩れのため足尾駅 - 間藤駅間が運休[23]。
  - 8月4日：足尾駅 - 間藤駅間が運転再開[23]。
- 2006年（平成18年）3月18日：ダイヤ改正により本数削減、最終列車を30分ほど繰上げ。
- 2011年（平成23年）3月11日：東北地方太平洋沖地震（東日本大震災）が発生し、足尾銅山の源五郎沢堆積場が決壊。この影響で神戸駅 - 間藤駅間が運休。
  - 3月14日：東京電力が輪番停電（計画停電）を実施した影響で全線運休。
  - 3月17日：相老駅 - 神戸駅間が運転再開。
  - 3月31日：桐生駅 - 相老駅間が運転再開。
  - 4月1日：神戸駅 - 間藤駅間が運転再開。
- 2017年（平成29年）
  - 3月22日：駅ナンバリング導入を発表[24]。
  - 5月22日：水沼駅 - 花輪駅間の八木原踏切付近で検測車両（キヤE193系）の列車脱線事故が発生（わたらせ渓谷鐵道脱線事故）。大間々駅 - 間藤駅間の上下線が運休[25][26][注 4]。
  - 6月10日：線路の安全確認、保線作業の終了に伴い、大間々駅 - 間藤駅間が運転再開[28][29]。

## 沿線風景
始発駅の桐生駅は、JR両毛線と共用し、駅の業務はJR東日本に委託している。桐生駅を出てからは両毛線と線路を共用（重複区間）し、1.9 km先の下新田信号場で両毛線から分岐し、足尾方面に向かう。分岐して最初の駅である下新田駅は同鉄道の中では一番新しい駅であり、JR高崎支社の職員訓練施設や引き込み線などがある。駅を発車して両毛線から離れると、左側から東武鉄道桐生線と合流し、相老駅に到着する。東京の浅草駅から直通する特急「りょうもう」「リバティりょうもう」の停車駅であり、乗り換え客も多い。また、LIXILや小倉クラッチなどの工業企業もあり、通勤で利用する人もいる。相老駅を出ると桐生線は左へ別れ、上毛電気鉄道上毛線のガード下を潜るとまもなく運動公園駅に至る。同駅は上毛線桐生球場前駅に近く、乗換駅となっている。この先は国道122号線にほぼ沿う形で桐生市相生町の住宅地を通り、北に向きを変えると、わたらせ渓谷鐵道の中心駅である大間々駅に到着する。大間々駅の近くには高津戸峡と呼ばれる渓谷や、歌舞伎舞台のある「ながめ余興場」があり、過去に歌舞伎が行われた時、大勢の見物客が大間々駅を利用した。
大間々駅からは渡良瀬川や国道122号線と並行して北上する。国道122号線は「銅街道」とも呼ばれ、かつての足尾線同様、銅の輸送路であったことが偲ばれる。大間々駅を出発して、「七曲の渓」と呼ばれる渓谷から、わたらせ渓谷線の見どころの沿線風景となる。この渓谷は、国道122号の地点からいえば桐生警察署大間々庁舎（旧大間々警察署）あたりで、福岡大橋の場所から、「対向車注意」など運転者に注意を促す電光掲示板がある辺りまでである。この間に3つトンネルがある（国道にはない）。次の上神梅駅は、国の登録有形文化財に登録された木造駅舎で、旧事務所にカラオケ教室がある。川の対岸の断崖のところに、京都貴船に本社のある貴船神社がある。
上神梅駅を発車して次の本宿駅を過ぎると、紅葉ポイントの一つである古路瀬渓谷と呼ばれる渓谷沿いを通る。国道122号線では城下トンネルあたりで、わたらせ渓谷線にも同名のトンネルがある。
中間の水沼駅には温泉センターが併設されている。畳敷きの広い休憩所があり、近所の人やハイカーがくつろいでいるほか、観光客が訪れることもある。
みどり市東町の最初の駅、花輪駅には、童謡の父と呼ばれる石原和三郎の出生の地であることから、彼が作詞した童謡『うさぎと亀』の歌に登場するうさぎと亀の石像があり、列車が接近する時には同駅のスピーカーから「うさぎと亀」の曲が流される。列車は渓谷に沿いながら、中野駅と小中駅に停車し、次の神戸駅に到着する。
神戸駅構内には、廃車となった東武鉄道の特急車デラックスロマンスカー1720系2両を利用した列車のレストラン「清流」がある。また、列車利用促進を目的に花桃が植樹されており、春には、わたらせ渓谷鐵道主催の花桃まつりが開催されている。みどり市営バスが乗り入れており、鉄道利用で国民宿舎サンレイク草木や富弘美術館などへ行く場合の拠点駅ともなっている。
神戸駅を出ると列車は草木トンネルに入る。草木トンネルは草木ダム建設により水没した旧線からの付替のために建設され、わたらせ渓谷線で最も新しく長いトンネルである。付替後の旧線跡は神戸駅側の一部区間が遊歩道として利用されている。草木トンネルを通過した後すぐに草木湖を渡り、右岸から左岸に変わって沢入駅に到着する。沢入駅から原向駅間は、白御影石の天然岩などで景観が形作られる、沿線で最も車窓が美しい区間とされ、トロッコ列車は観賞のため減速・一時停車を行う。坂東カーブをはじめとする急カーブや、急勾配が連続する区間でもあり、普通列車もゆっくりと走る。また、ごく稀に、野生動物が線路の中にいることがあり、緊急停止することもある。沢入駅より3つ目の笠松トンネルで、群馬県から栃木県に入る。
原向駅を過ぎて足尾市街に入ると、足尾銅山の施設跡をたどりながら通洞駅・足尾駅を経て終着駅の間藤駅に到着する。通洞駅は、足尾市街地の中心地であり、鉱山の採掘跡の一部を観光施設として開放した足尾銅山観光の最寄駅ともなっている。間藤駅までは、桐生駅から出発して約1時間30分の所要時間となる。通洞駅・足尾駅・間藤駅の各駅には日光市営バスが発着しており、国道122号線を介して日光市街へ向かうこともできる。足尾鉄道時代より国鉄末期の休止時までは、間藤駅から足尾本山駅まで貨物線が伸びていたが、わたらせ渓谷鐵道としては未成線のまま鉄道事業免許が失効し廃線となっている。橋梁、トンネル等の線路跡は一部を除いて残っており、その探訪を目的とした、わたらせ渓谷鐵道主催の観光ツアーも開かれている。

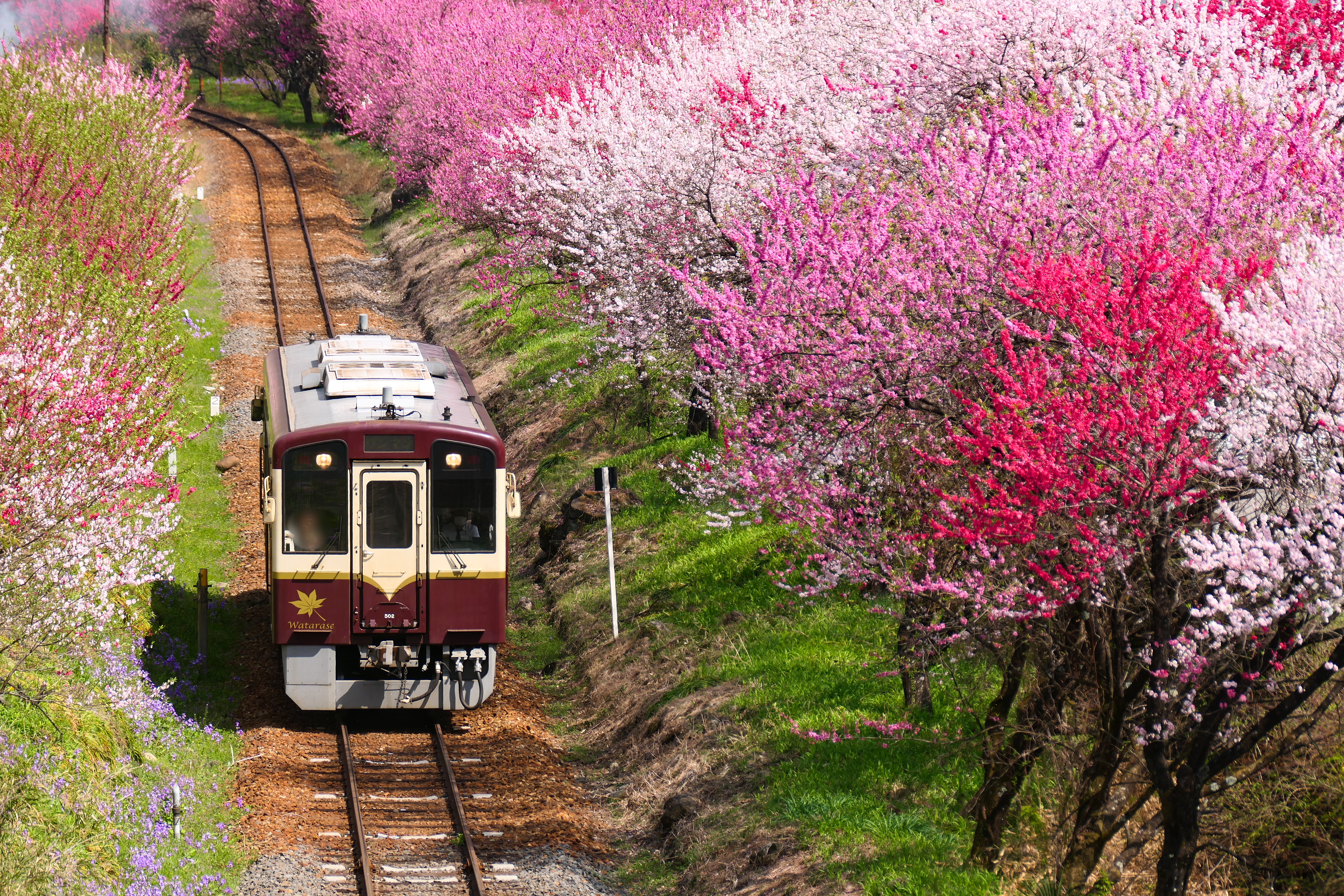
沿線に植樹された花桃（2023年4月 沢入駅 - 神戸駅間）
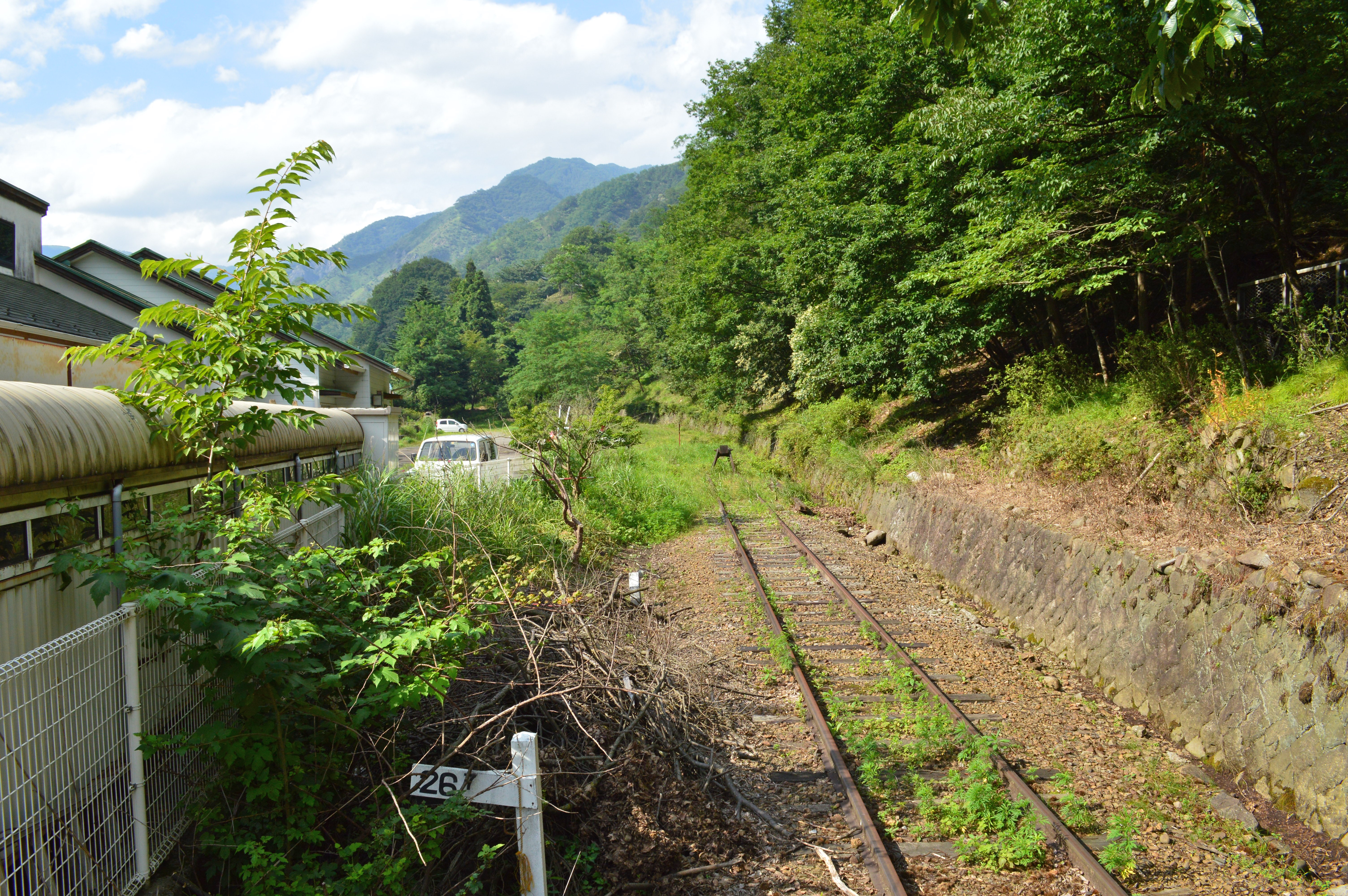
間藤駅の線路終端部。国鉄時代には貨物線が伸びていたが廃線となっている（2015年7月）。

## 運行形態
桐生駅 - 間藤駅間の列車が概ね1 - 2時間に1本程度で1日11往復（下り最終のみ足尾駅止まり）、桐生駅 - 大間々駅間の区間列車が通学時間帯を中心に1日7往復それぞれ運行されている。このほか、足尾駅 - 間藤駅間の区間列車が足尾駅発朝5・6時台の下りと間藤駅発夜21時台の上りに運行されている。沿線で祭りが開催される日は、桐生駅 - 水沼駅間および桐生駅 - 神戸駅間に臨時列車が運行される。また、大晦日には初詣列車として、桐生駅 - 上神梅駅間に1往復運行される。
2006年（平成18年）3月17日までは、運行本数が多く、朝に神戸駅折り返しの列車があり、最終が21時台の終わりに設定されていた。また一部は3両編成でも運行されていた。
ワンマン運転を実施しているが、平日朝の列車の桐生駅 - 大間々駅間、休日などの日中の列車などには多くの乗客に対応するため車掌が乗務する。平日の日中でもアテンダントが大間々駅 - 神戸駅間を中心に乗務することがある。ただし、車内補充券は朝の場合は取扱わず、日中の時間帯のみ取扱う。ワンマン運転時で2両編成の場合、大間々駅より先は2両目の乗降口は締切となり、1両目のみ乗降が可能となるが、車掌が乗務している列車で車掌が2両目にいる場合は、2両目も乗降が可能になる場合がある。
団体客貸切の場合や、大間々駅で切り離す場合、始発の桐生駅から1両を締め切りにする。団体で貸切列車を利用する場合、トロッコのダイヤで運行する場合を除き普通列車に連結されて各駅停車で運行される。先頭または最後尾車両のみ一般の乗客が乗車できるようにして、他の車両は専用列車として貸し切られる。
トイレのある車両での運行を基本としているが、1両編成のときはトイレのない車両で運行することもある。2両編成運行時には、1か所または2か所ある。トイレの場所は、一番前の右側のドアの横（間藤方運転席の近く）にある。水洗式。
営業時間内の大間々駅以外のすべての駅で運賃は車内精算となる。車内放送にて、あらかじめ運賃箱にある両替機にて両替をして、列車遅延の原因にもなるため降車直前の両替はしないように注意が促される。両替ができるのは乗務員のいる運賃箱のため、進行方向の1両目の運賃箱のみ。わたらせ渓谷線の乗車券（切符）を持っている場合は、有人駅に限り開けてある最寄りのドアから降車できる。ただし桐生駅の場合は、JRが管理する駅であるため、運転士のいるドアから乗車券を見せて降り、窓口改札にて切符を渡す。
1998年（平成10年）10月10日から、不定期であるがトロッコ列車「トロッコわたらせ渓谷号」が運転されている。2012年4月1日からは自走式のトロッコ気動車WKT-550形による「トロッコわっしー号」も運転されている。
国鉄時代は本数が少なく、最終列車も早かった。

### 観光列車
「存廃問題」節で後述するように経営が厳しいため、沿線住民だけでなく、観光列車やイベント列車の企画、鉄印の導入などで鉄道ファンら旅行客を呼び込むことに努めている。
座席定員制の観光列車として、1998年（平成10年）10月10日に運行開始した機関車牽引による「トロッコわたらせ渓谷号」と、2012年（平成24年）4月1日に運行開始した自走式気動車による「トロッコわっしー号」がある。わ鐵アテンダントによる車窓案内、渓谷の自然を満喫するための一部区間での減速運転や一時停車、草木トンネル通過時の車内イルミネーション点灯など、旅を楽しめるような工夫がされている。4月から11月までの土日曜・祝日と観光適期の平日の一部にはトロッコわたらせ渓谷号1往復とトロッコわっしー号2往復の両方もしくはいずれかが運行され、冬季には日曜日と一部特定日にトロッコわっしー号1往復が運行されている。乗車には普通旅客乗車券もしくは一日フリーきっぷのほか、1回の乗車ごとにトロッコ整理券が必要である。下りのトロッコわたらせ3号を除き（後述）、全席自由席である。ガラス付き普通車両専用の整理券もあるが、その場合トロッコ車両には着席できない。整理券は大人片道520円、小児片道260円で団体利用の場合割引がある。トロッコ整理券は大間々・相老・通洞の各駅のほか、桐生駅構内にある桐生市民活動推進センターゆい、ローソン、ミニストップ、旅行代理店等で1か月前から販売される。

#### トロッコわたらせ渓谷号

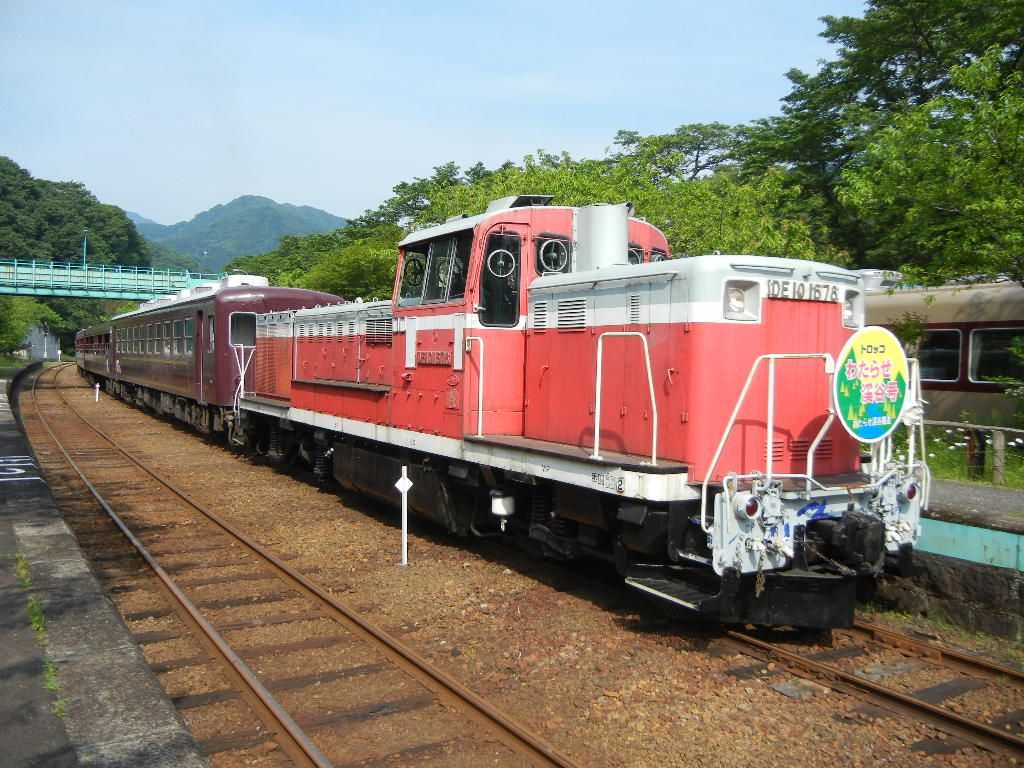
トロッコわたらせ渓谷号

4月から11月までの土日祝日と観光適期の平日の一部に、大間々駅 - 足尾駅間で1日1往復運行される座席定員制の観光列車である。冬季は運休となる。下りは3号、上りは4号となっている。3号では乗車当日9時より大間々駅にて先着順でトロッコ整理券所持者に対しトロッコ座席の指定を行い、途中駅からの乗車の場合には空席を指定席として案内される。4号及びガラス付き車両は全席自由席となっている。トロッコわたらせ渓谷号を往復で利用する場合、折り返しまでの時間に通洞駅を利用して足尾銅山観光の坑道見学もできる。また、3号の終点の足尾駅では同時刻発の桐生駅行き普通列車には乗り換えられない旨の案内がなされており、すぐに桐生方面へ折り返す場合には、通洞駅で折り返すように案内されている。
桐生駅では、わたらせ渓谷鐵道は通常時には1番線のみの使用であり（構造上は他の番線での着発も可能）、間藤駅では機関車の付け替え（機回し）ができないことから、付け替えができる大間々駅から足尾駅間での運転となっている（大間々駅では専用ホームの0番線発着）。なお、桐生駅 - 大間々駅間は普通列車が接続しているほか、3号に限り3号の整理券所持者のみが乗車可能な臨時列車（桐生・相老・大間々の各駅のみに停車）が運行される。
2008年（平成20年）9月の土曜日に限り、東武桐生線の特急「りょうもう」との接続を図る目的から、下り列車のみ相老駅発で運転された。
また、当列車の車掌（アテンダント）をモチーフに、鉄道むすめ「足尾さきえ」というキャラクターが作られた。
停車駅
大間々駅 - 水沼駅 - 神戸駅 - 沢入駅 - 通洞駅 - 足尾駅
使用車両
牽引車のDE10形ディーゼル機関車1両と客車のわ99形客車4両からなる5両編成で運行される。客車4両は、両端がガラス窓付きの普通車両（元JR12系客車）、中間2両がトロッコ車両（京王5000系電車 (初代)からの改造）である。トロッコ車両自体には乗車口はなく、大間々駅からは最後尾の客車から乗車する。

#### トロッコわっしー号

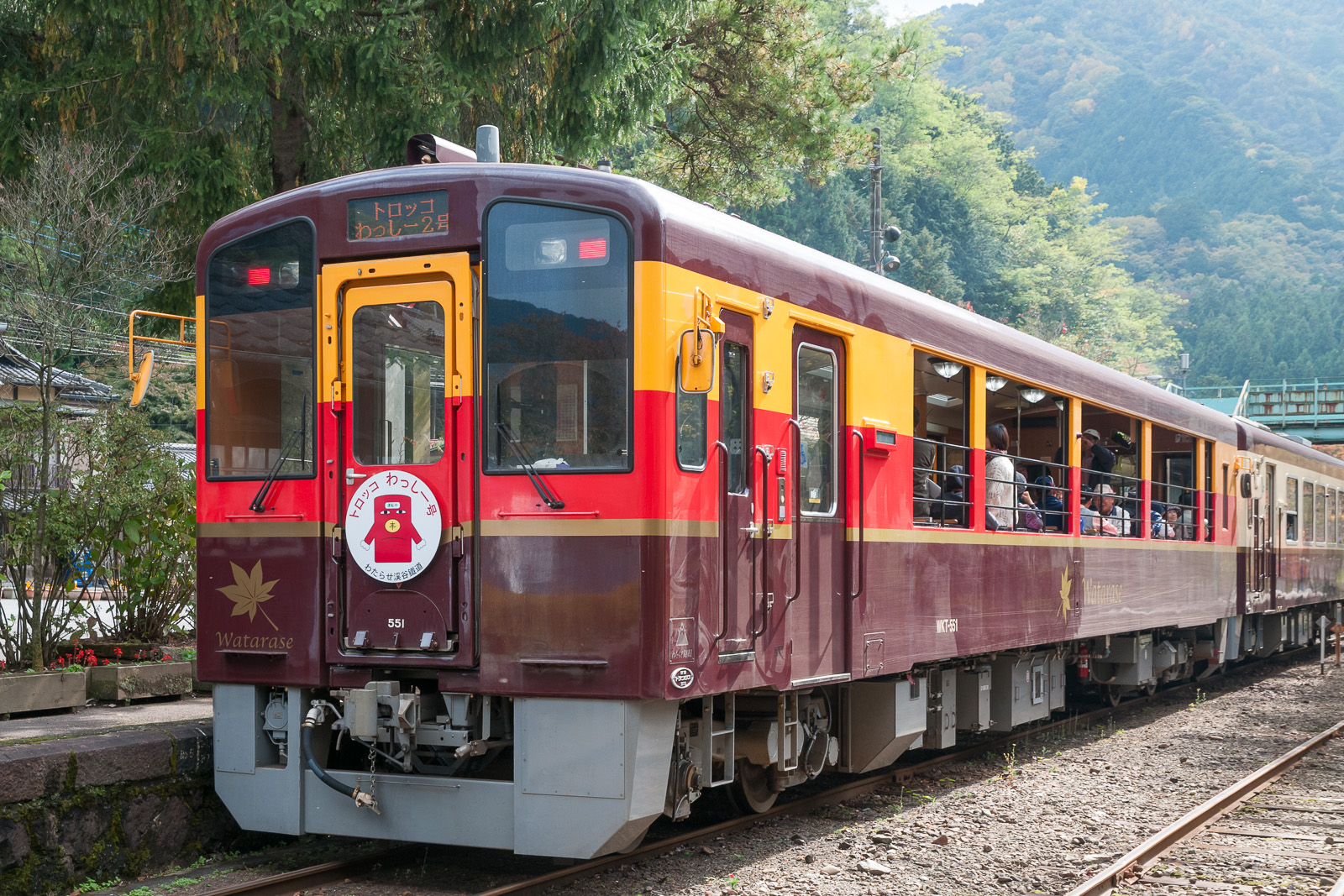
沢入駅に停車中のトロッコわっしー号（2012年10月撮影）

春や秋の紅葉シーズンにはトロッコ列車の整理券が完売することが多かったことから、2012年（平成24年）4月に新しく運行を開始したトロッコ列車である。自走式のWKT-550形気動車を使用し、機回しが不要となったことで桐生駅から間藤駅までの全区間通しでの運行が可能となっている。4月から11月までの土日祝日と観光適期の平日の一部には2往復（1号・2号・5号・6号）が運行される。冬季にはトロッコ車両に窓ガラスを取り付け、日曜日と特定日に1日1往復（3号・4号）運行される。号数の示す通り、冬季の1往復は夏季のトロッコわたらせ渓谷号の運行ダイヤに近い時刻で運行される。なお、列車名の「わっしー」は、わたらせ渓谷鐵道のキャラクターの名前である。
2014年（平成26年）5月22日にはお召し列車として運転され、当時の天皇・皇后が通洞駅から水沼駅まで乗車した。
停車駅
桐生駅 - 相老駅 - 大間々駅 - 水沼駅 - 神戸駅 - 沢入駅 - 通洞駅 - 足尾駅 - 間藤駅
使用車両
間藤方にトロッコ車両であるWKT-550形、桐生方に普通車両のWKT-510形を連結して2両編成で運行されている。冬季はトロッコ車両のWKT-550形単行で運行される場合がある。

### イベント列車

#### ゾンビトレイン
車内でゾンビが発生したという設定でのイベント列車で、2023年（令和5年）6月4日に初めて運行された。2024年、2025年の夏にも運行されている。

### 過去の運行形態

#### 貨物輸送
足尾銅山の鉱産品等の輸送を主目的に建設されたことから、長年にわたり輸送物件の多くを鉱産品や資材等が占めた。1973年（昭和48年）2月に足尾銅山が閉山した後も、銅山の製錬部門だった古河鉱業足尾製錬所は存続し、チリ等からの輸入硫化銅鉱石を搬入して製錬を行うことで操業を継続したため、足尾線の貨物輸送も継続した。銅製錬副産物の濃硫酸の発送量が1日平均300 t以上あり、危険性のため道路上のタンクローリー輸送に適さないことから、1984年（昭和59年）2月の国鉄ダイヤ改正での貨物輸送縮小に際しても足尾線の貨物輸送は存続し、同年3月の時点で貨物列車は高崎操車場 - 桐生駅 - 足尾駅間に3往復、足尾駅 - 足尾本山駅間に5往復が設定されていた。末端の間藤駅 - 足尾本山駅間は平均39.7 ‰の急勾配であるため一度に牽引できる貨車の両数が限定され、足尾駅 - 足尾本山駅間では貨車を分割して輸送し、列車本数が多くなっていた。到着品目の主体は硫化銅鉱石で、製錬所に隣接する足尾本山駅に到着し、発送品目の主体は濃硫酸で、貯留・発送設備のある足尾駅から発送された。貨物輸送は1987年（昭和62年）3月まで継続した。

## 駅一覧
- 普通列車はすべての旅客駅に停車する。トロッコ列車の停車駅等は「トロッコわたらせ渓谷号」および「トロッコわっしー号」を参照。
- 線路 … ◇：列車交換可、｜：列車交換不可
  - ∨：桐生駅は、列車交換が可能であるが、定期列車の発着は1番線のみを使用

| 駅番号 | 駅名         | 営業キロ | 営業キロ | 接続路線・備考                                          | 線路 | 所在地              | 所在地              |
| 駅番号 | 駅名         | 駅間     | 累計     | 接続路線・備考                                          | 線路 | 所在地              | 所在地              |
| ------ | ------------ | -------- | -------- | ------------------------------------------------------- | ---- | ------------------- | ------------------- |
| WK01   | 桐生駅       | -        | 0.0      | 東日本旅客鉄道：両毛線 上毛電気鉄道：上毛線（西桐生駅） | ∨    | 群馬県              | 桐生市              |
| -      | 下新田信号場 | -        | 1.7      | ※両毛線との施設上の分岐点                               | ｜   | 群馬県              | 桐生市              |
| WK02   | 下新田駅     | 1.9      | 1.9      |                                                         | ｜   | 群馬県              | 桐生市              |
| WK03   | 相老駅       | 1.2      | 3.1      | 東武鉄道：桐生線 (TI-56)                                | ◇    | 群馬県              | 桐生市              |
| WK04   | 運動公園駅   | 1.1      | 4.2      | 上毛電気鉄道：上毛線（桐生球場前駅）                    | ｜   | 群馬県              | 桐生市              |
| WK05   | 大間々駅     | 3.1      | 7.3      |                                                         | ◇    | 群馬県              | みどり市大間々町    |
| WK06   | 上神梅駅     | 5.1      | 12.4     |                                                         | ｜   | 群馬県              | みどり市大間々町    |
| WK07   | 本宿駅       | 1.4      | 13.8     |                                                         | ｜   | 群馬県              | 桐生市              |
| WK08   | 水沼駅       | 3.1      | 16.9     |                                                         | ◇    | 群馬県              | 桐生市              |
| WK09   | 花輪駅       | 4.1      | 21.0     |                                                         | ｜   | 群馬県              | みどり市東町        |
| WK10   | 中野駅       | 1.0      | 22.0     |                                                         | ｜   | 群馬県              | みどり市東町        |
| WK11   | 小中駅       | 2.4      | 24.4     |                                                         | ｜   | 群馬県              | みどり市東町        |
| WK12   | 神戸駅       | 2.0      | 26.4     |                                                         | ◇    | 群馬県              | みどり市東町        |
| WK13   | 沢入駅       | 7.0      | 33.4     |                                                         | ◇    | 群馬県              | みどり市東町        |
| WK14   | 原向駅       | 5.3      | 38.7     |                                                         | ｜   | 栃木県 日光市足尾町 | 栃木県 日光市足尾町 |
| WK15   | 通洞駅       | 3.2      | 41.9     |                                                         | ｜   | 栃木県 日光市足尾町 | 栃木県 日光市足尾町 |
| WK16   | 足尾駅       | 0.9      | 42.8     |                                                         | ◇    | 栃木県 日光市足尾町 | 栃木県 日光市足尾町 |
| WK17   | 間藤駅       | 1.3      | 44.1     |                                                         | ｜   | 栃木県 日光市足尾町 | 栃木県 日光市足尾町 |

- 桐生駅、相老駅、大間々駅、通洞駅、足尾駅は有人駅（ただし通洞駅・足尾駅は一部時間帯のみ配置）。その他の駅は無人駅である。

### 未成区間
間藤駅 - 足尾本山駅
- 1987年（昭和62年）まで貨物線として営業。1989年（平成元年）にJR線として廃止されるまでは休止状態。以後はわたらせ渓谷鐵道の免許線（未開業線）となったが、1998年（平成10年）に免許が失効し名実ともに廃線となった。
- 廃線区間は『仮面ライダー×仮面ライダー W&ディケイド MOVIE大戦2010』などテレビや映画のロケーション撮影で使われることがある。

### 廃止区間
神土駅（現・神戸駅） - 草木駅 - 沢入駅
- 草木ダム建設に伴う付替えにより旧線が廃線となった。

## 文化財
以下の施設が国の登録有形文化財に登録されている。
- 第一松木川橋梁

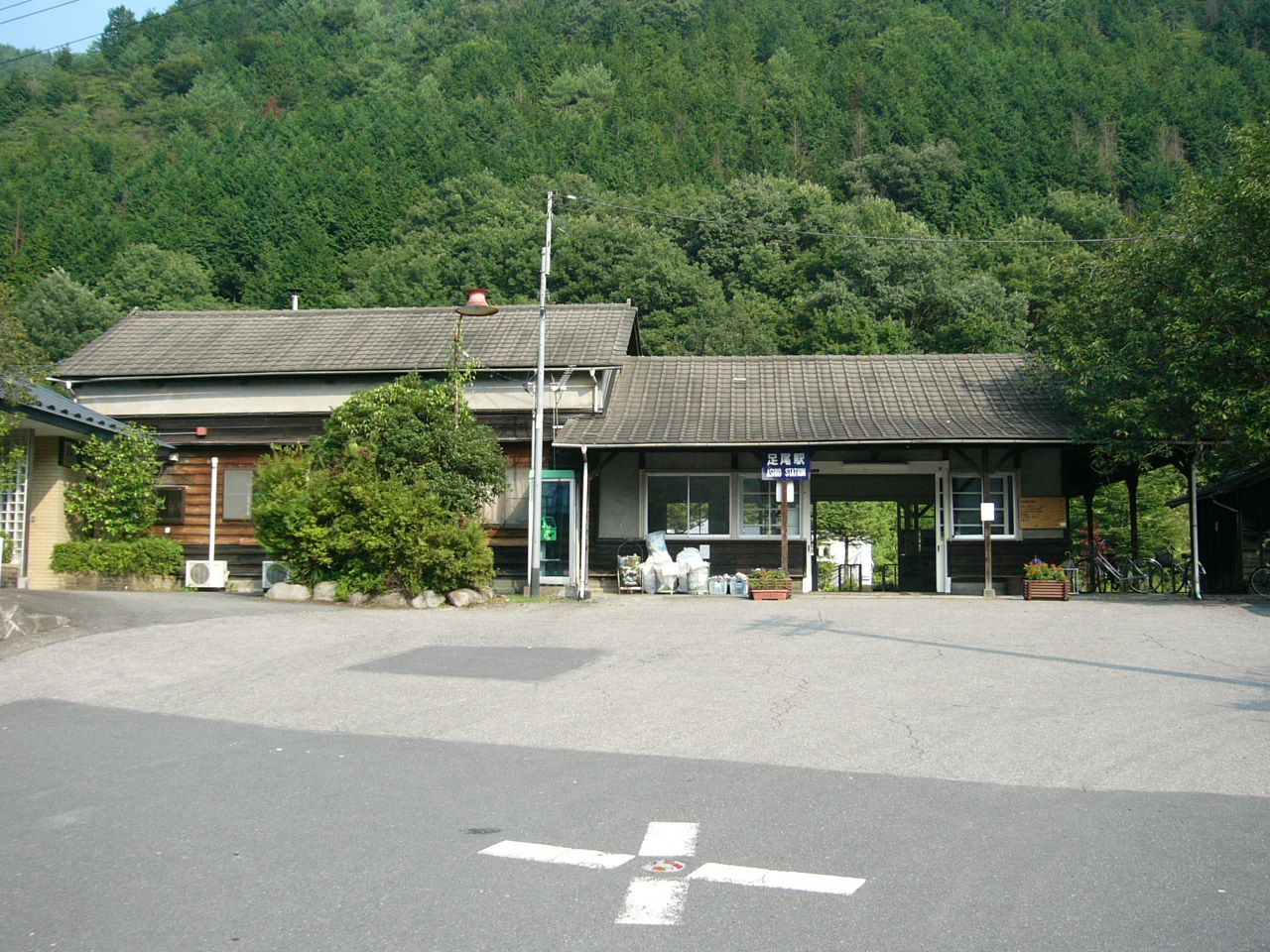
足尾駅本屋および上り線プラットホーム
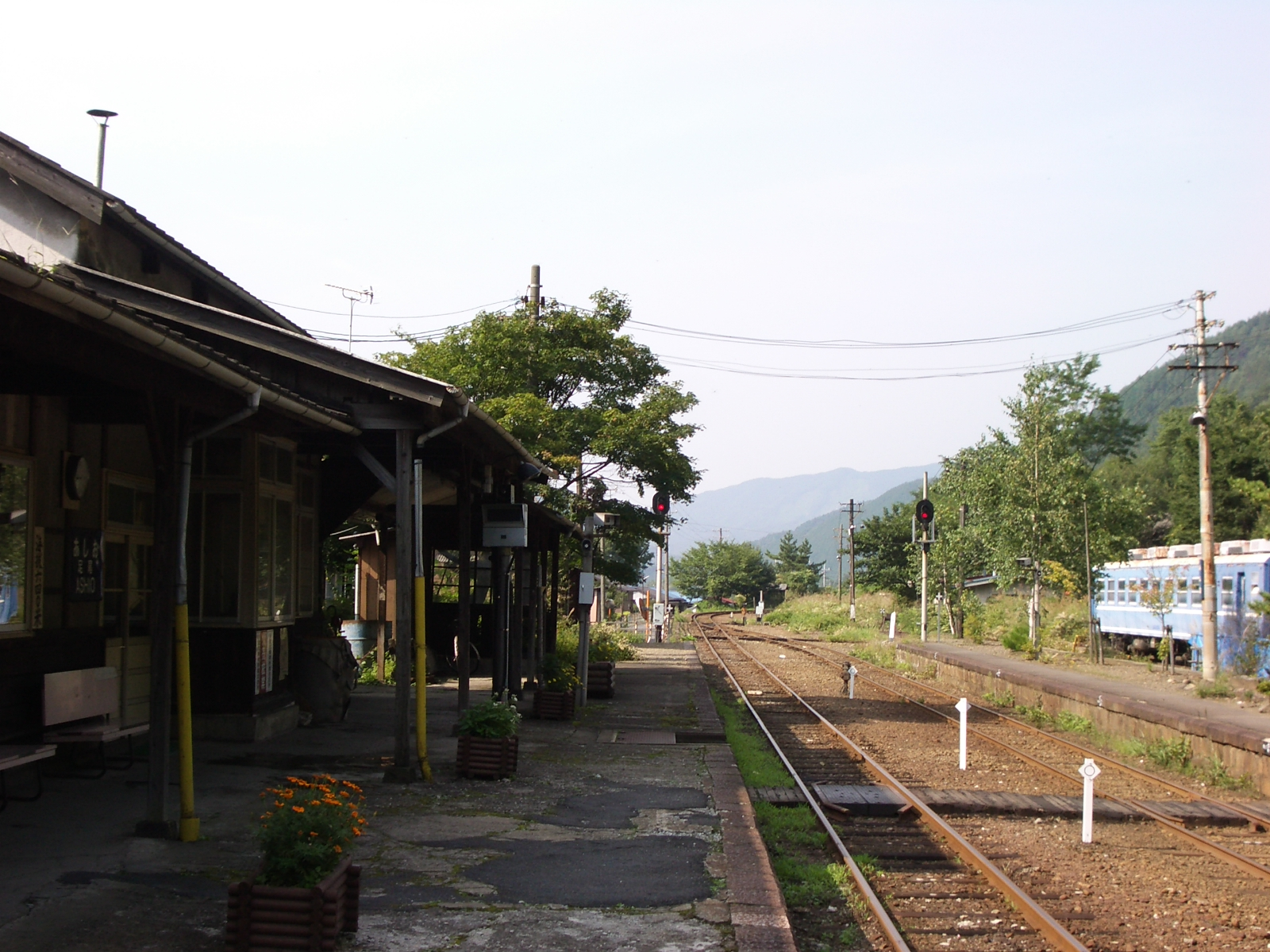
足尾駅貨物上屋およびプラットホーム
- 足尾駅下り線プラットホーム
- 足尾駅手小荷物保管庫
- 足尾駅危険品庫
- 渋川橋梁
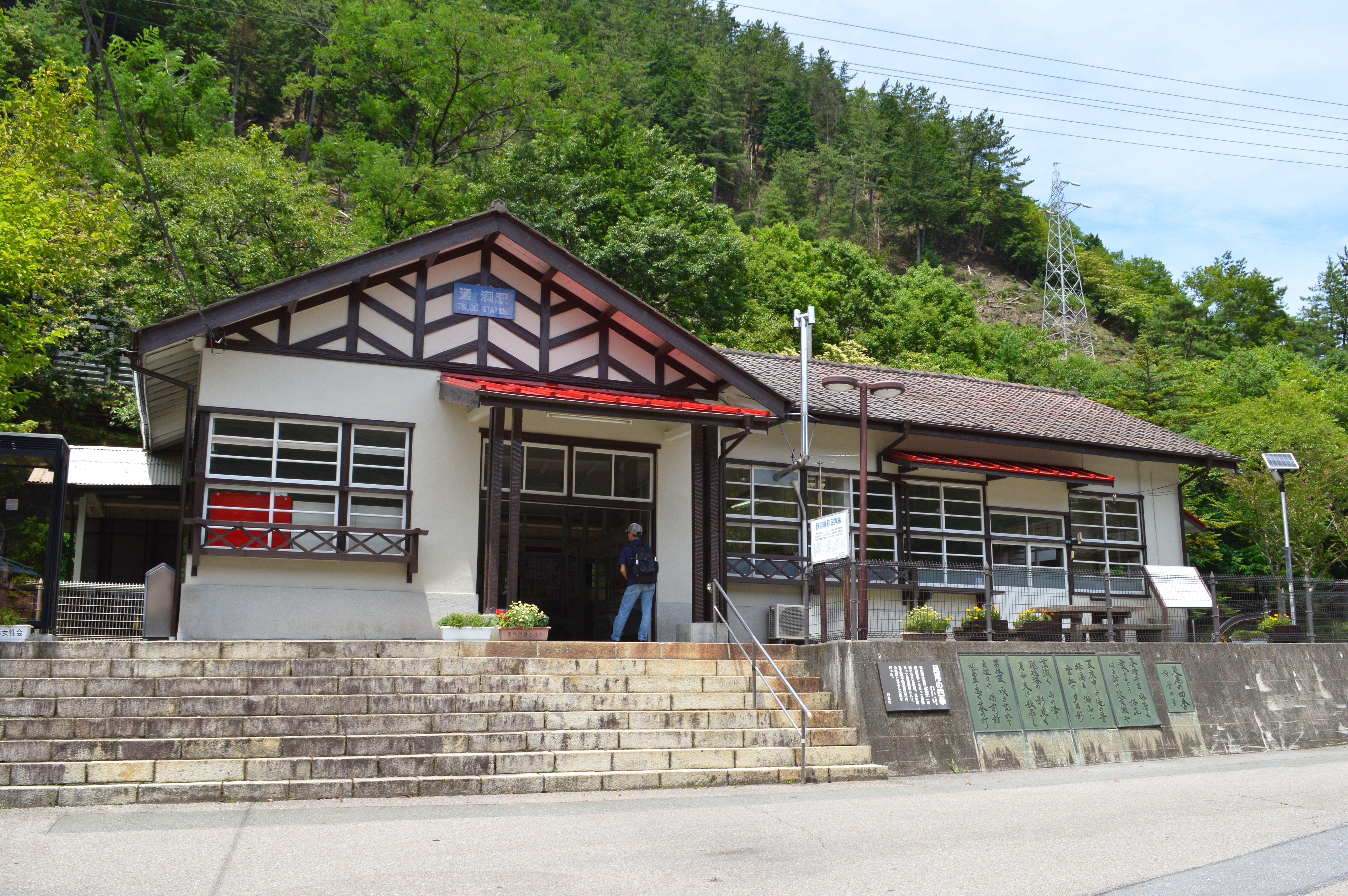
通洞駅本屋およびプラットホーム
- 通洞橋梁
- 有越沢橋梁
- 第二渡良瀬川橋梁
- 笠松トンネル
- 吉ノ沢架樋
- 名越トンネル
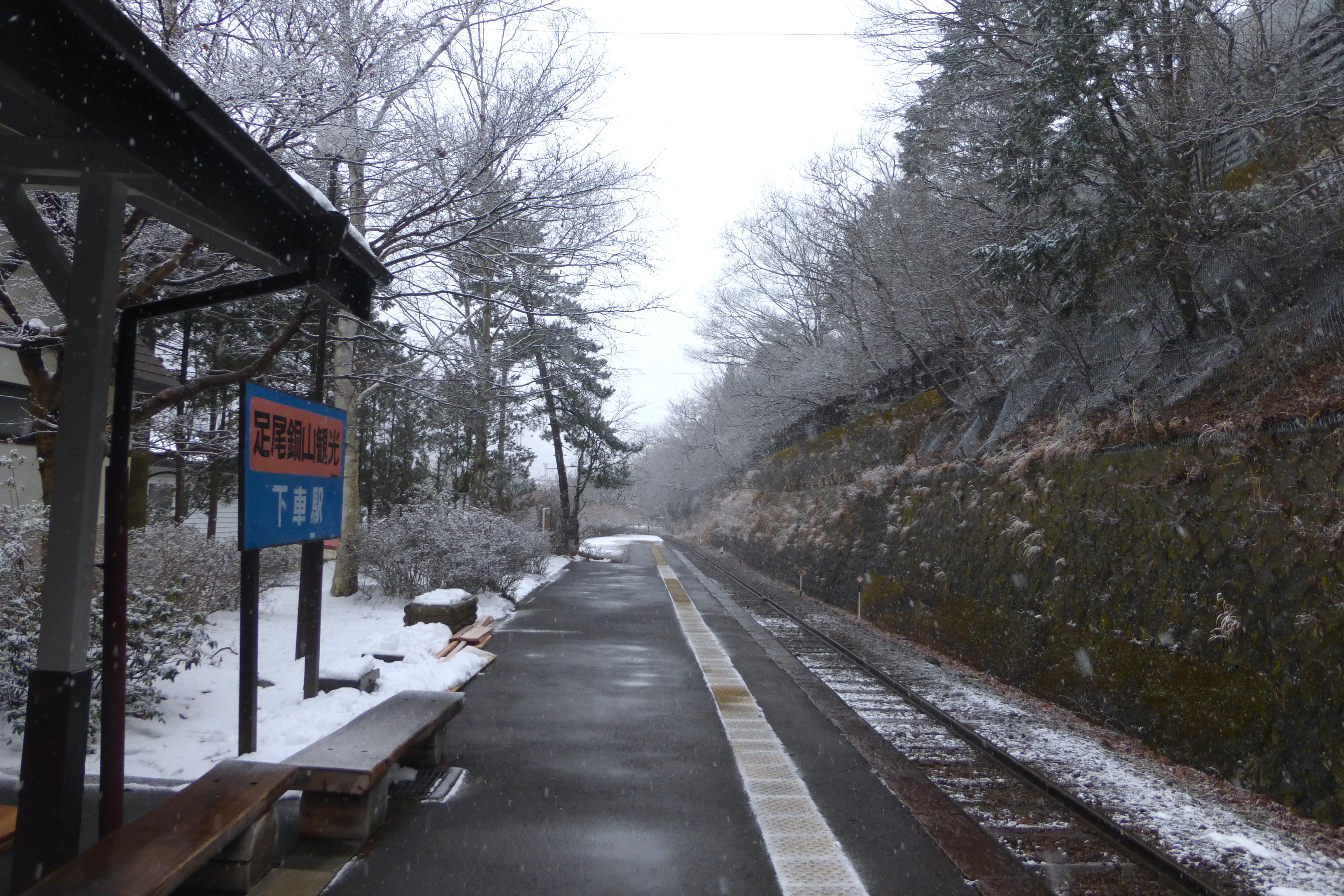
沢入駅上り線プラットホームおよび待合所
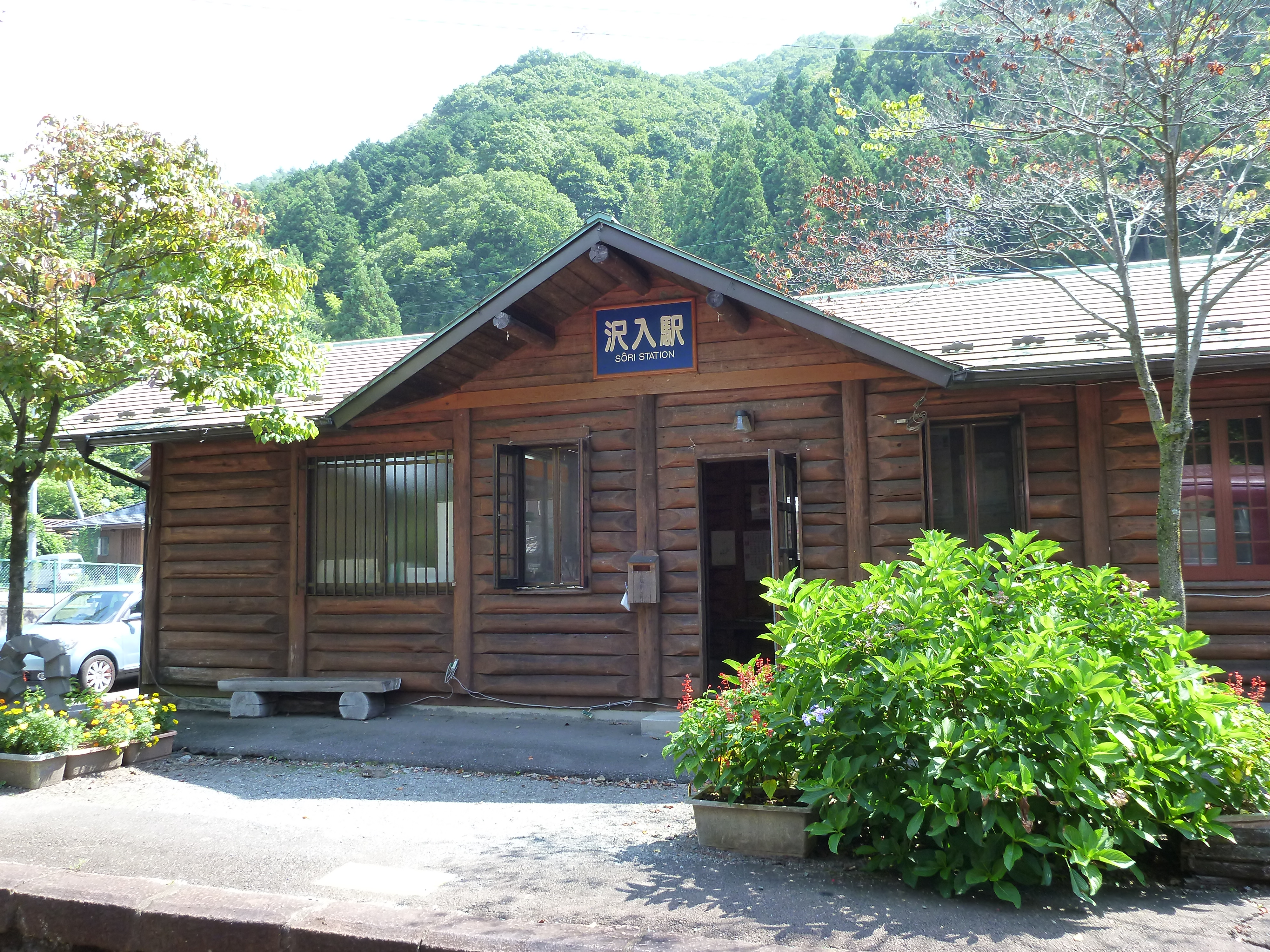
沢入駅下り線プラットホームおよび待合所
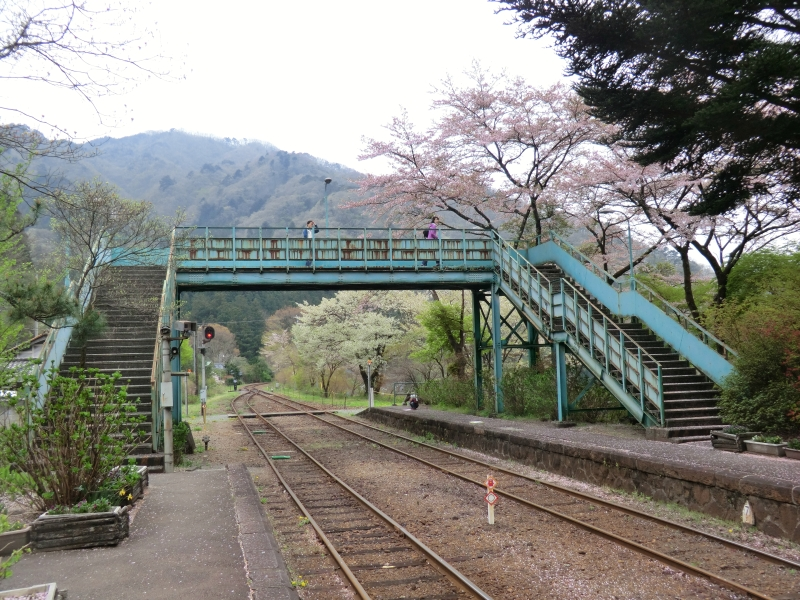
神戸駅本屋および下り線プラットホーム
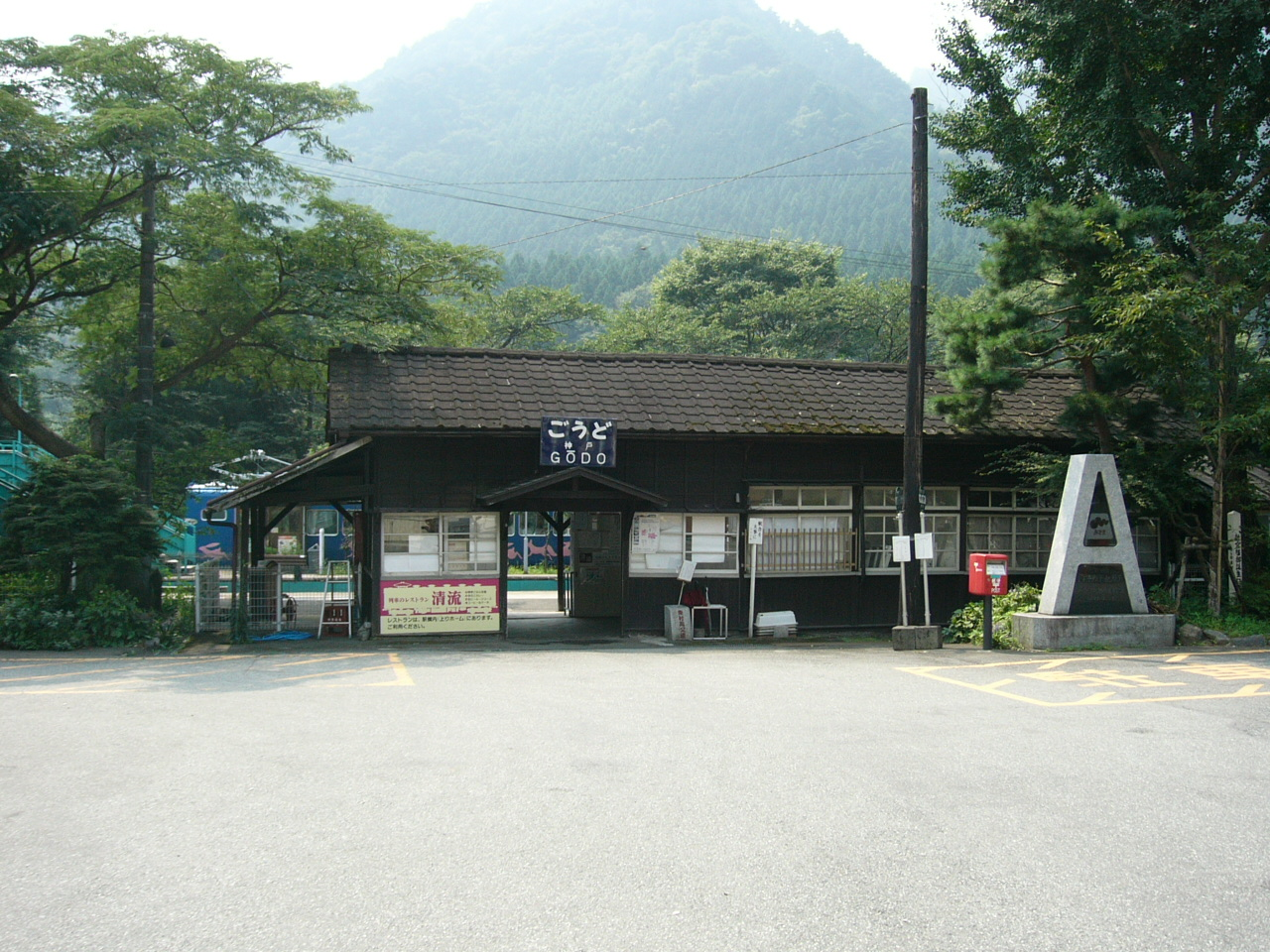
神戸駅休憩所
- 神戸駅危険品庫
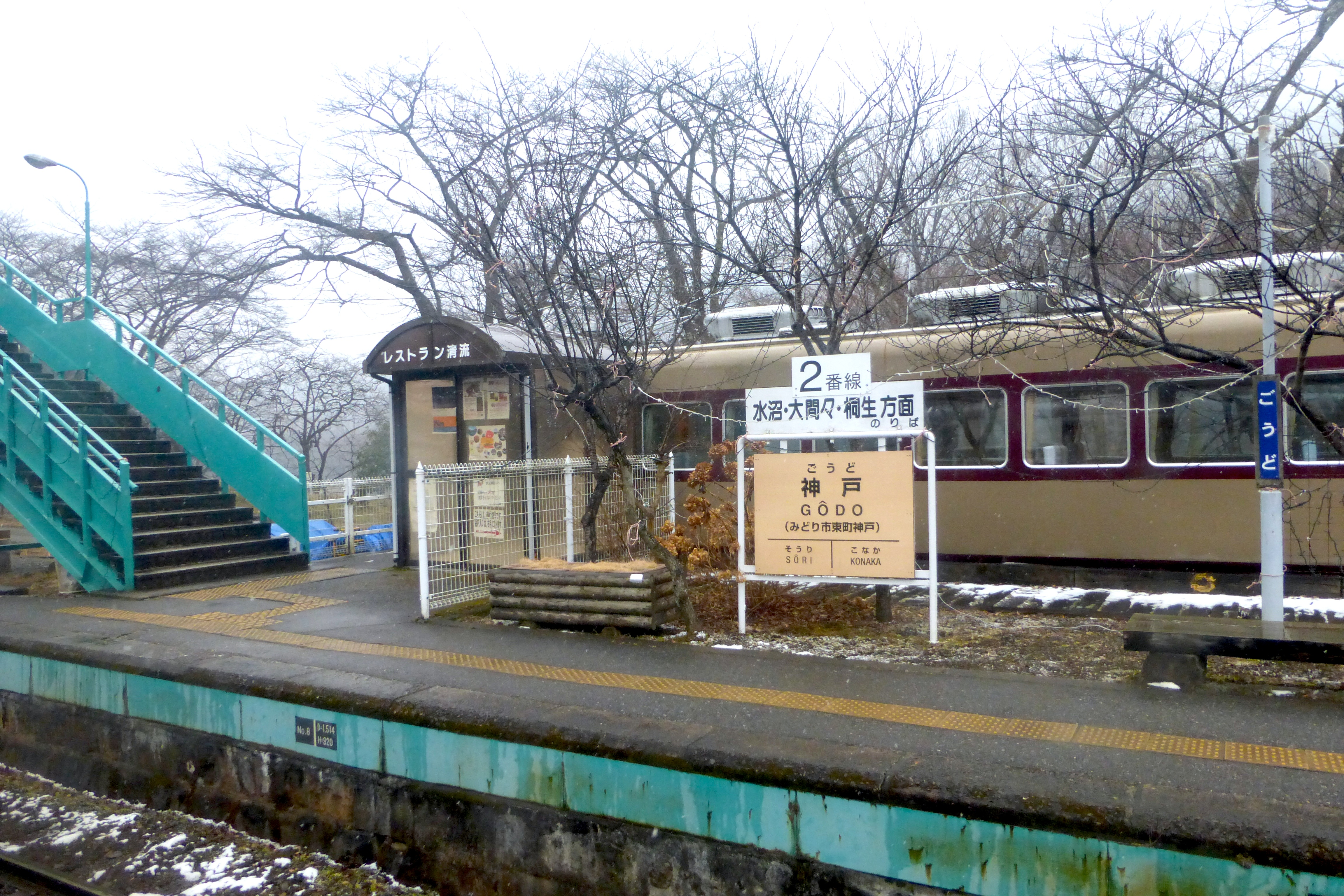
神戸駅上り線プラットホーム
- 第二神土トンネル
- 第一神土トンネル
- 小中川橋梁
- 唐沢橋梁
- 小黒川橋梁
- 水沼沢橋梁
- 不動沢橋梁
- 江戸川橋梁
- 城下トンネル
- 城下橋梁
- 深沢橋梁
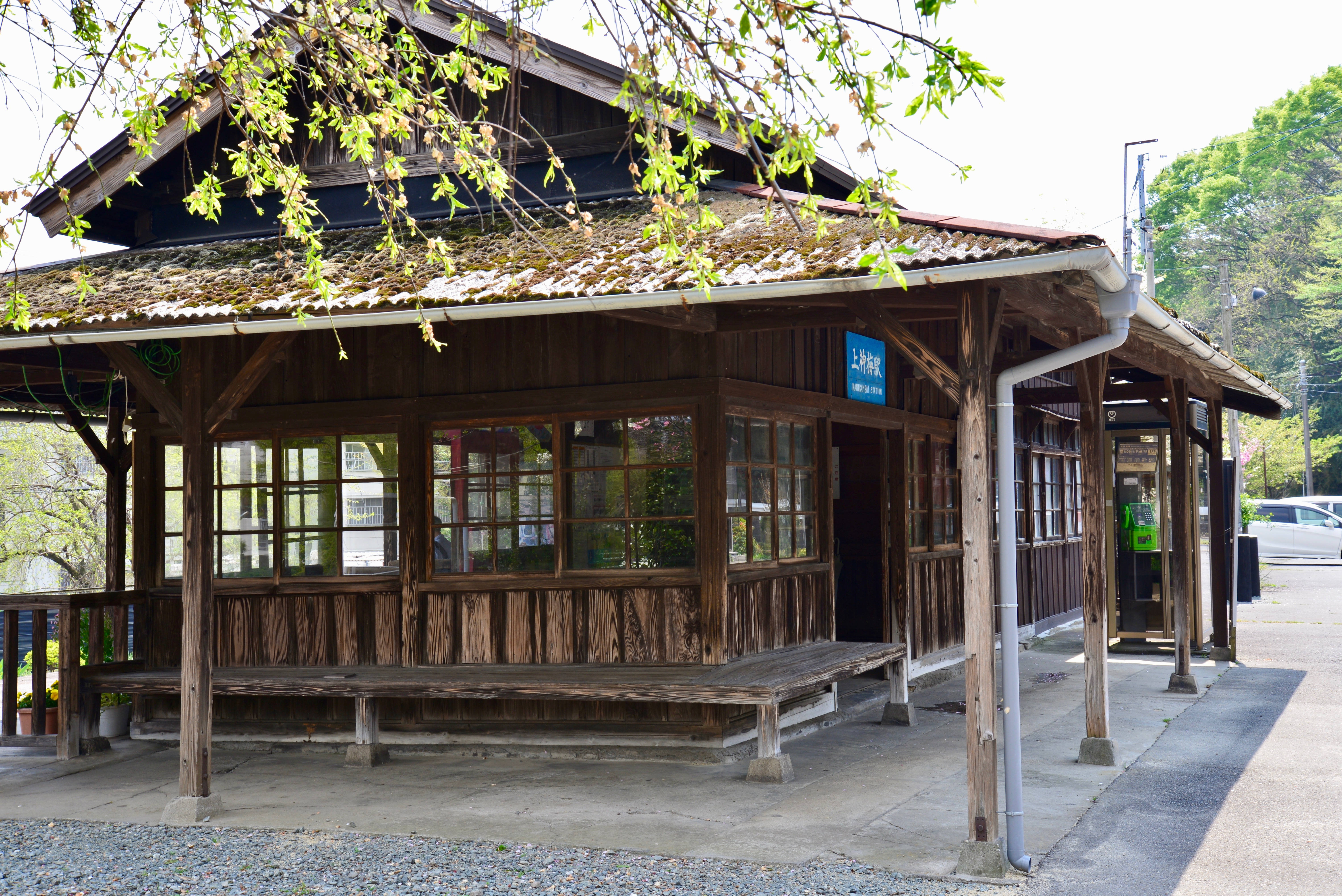
上神梅駅本屋およびプラットホーム
- 第三神梅トンネル
- 第二神梅トンネル
- 第一神梅トンネル
- 手振山架樋
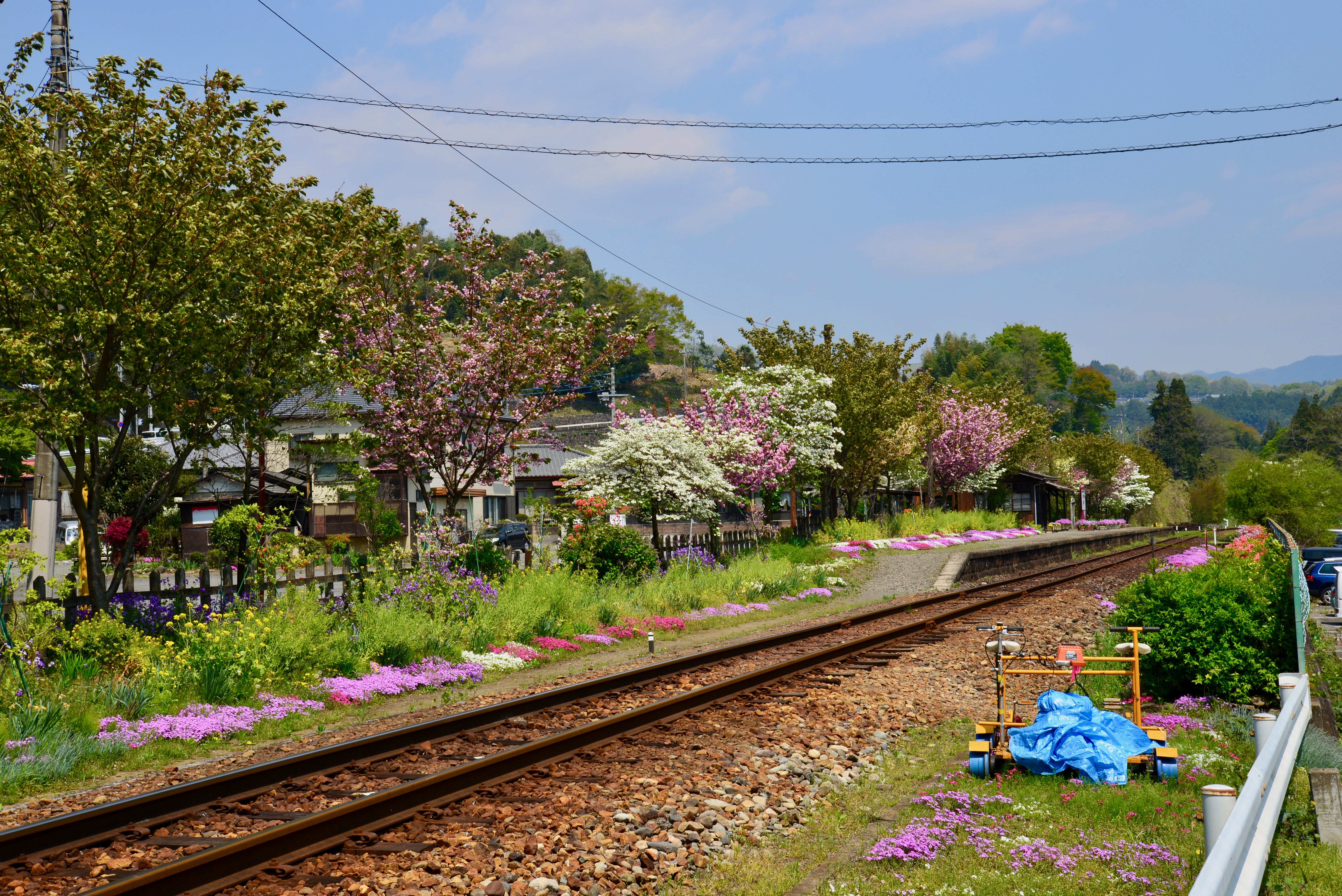
大間々駅本屋および下り線プラットホーム
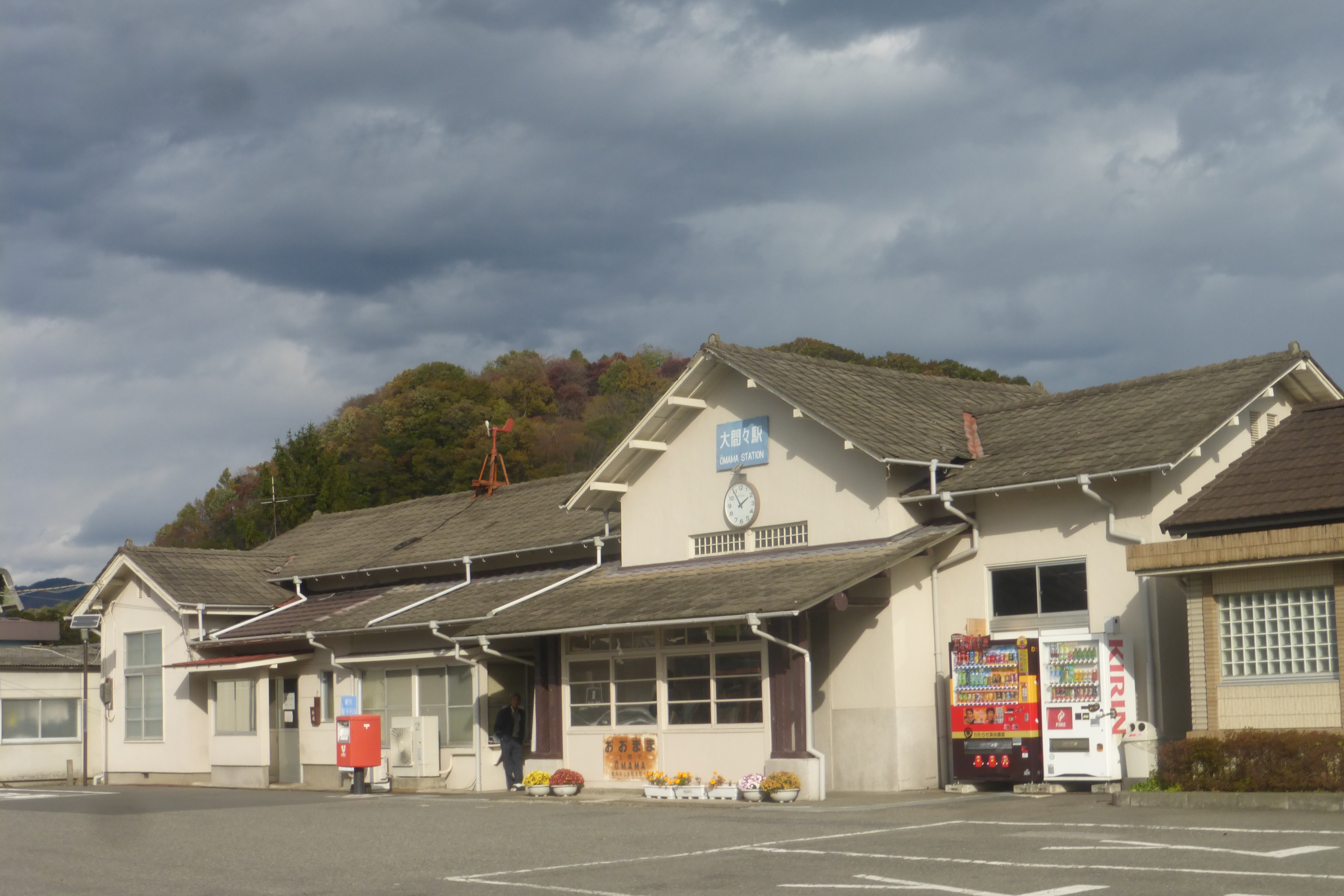
大間々駅上り線プラットホーム
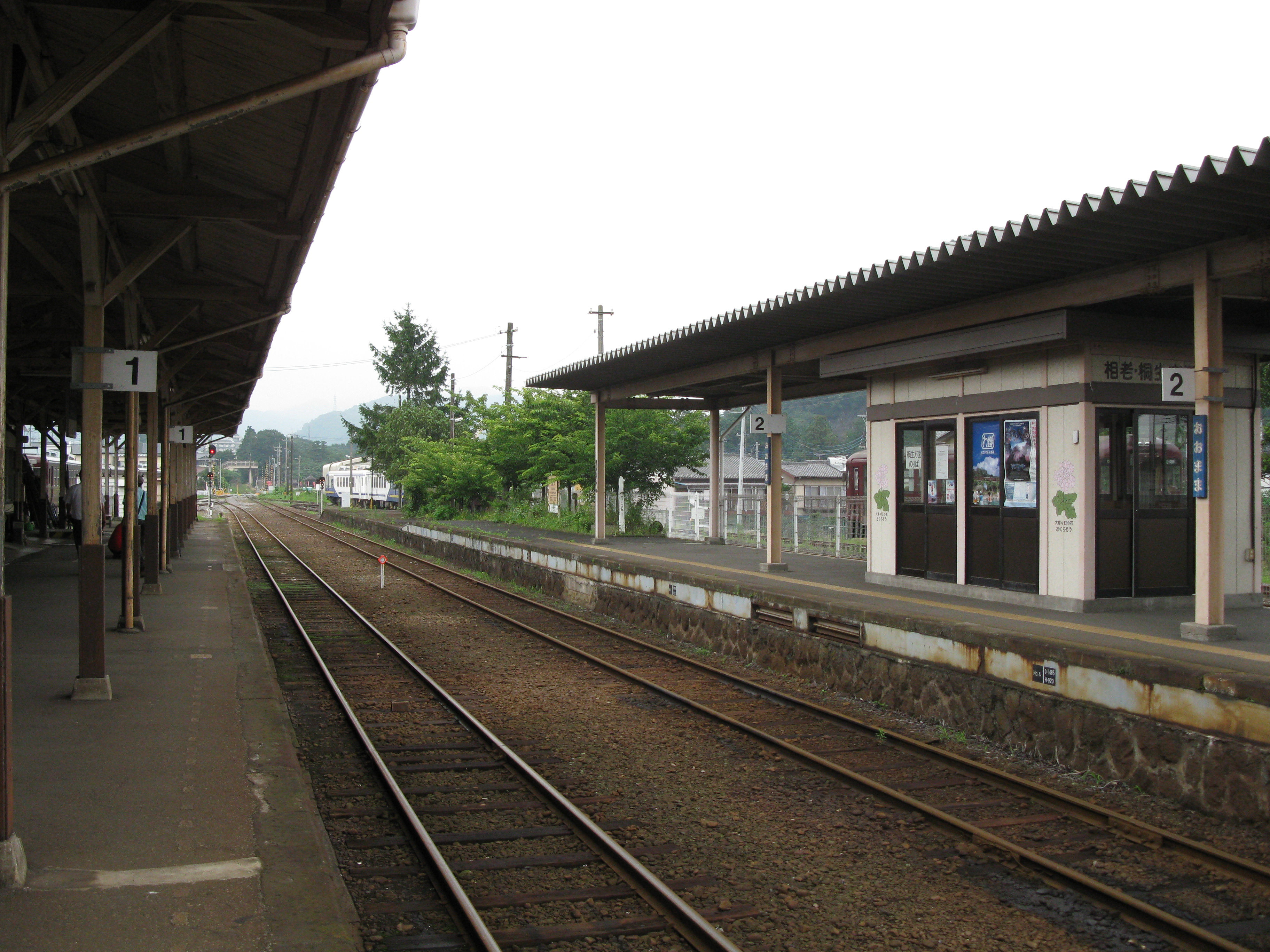
大間々駅プラットホーム

- 足尾駅本屋
- 足尾駅プラットホーム
- 通洞駅本屋
- 通洞駅プラットホーム
- 沢入駅待合所
- 沢入駅プラットホーム
- 神戸駅本屋
- 神戸駅上りプラットホーム
- 上神梅駅本屋
- 上神梅駅プラットホーム
- 大間々駅本屋
- 大間々駅プラットホーム

## 存廃問題
わたらせ渓谷鐵道は開業以来赤字に悩まされ続けており、基金も2003年（平成15年）に尽きたことにより、近年はたびたび存廃問題が取りざたされている。ただし、2007年（平成19年）5月28日の「わたらせ渓谷鉄道再生協議会」の総会で、以前は「赤字補填のための税金は注入しない」という態度を貫いてきた群馬県が、省力化やサービス向上などのために「近代化設備費補助」として支援するとの考えを示した。
同鉄道は、幾つかの増収策を実行してきた。その大きなものとして2005年（平成17年）9月に発売された「わたらせ夢切符」が挙げられる。金額は1万円で、1年間全区間乗降自由で乗り放題というものであった。しかし、従来の通勤・通学用定期代よりもはるかに安価となることから却って減収を招き、2006年（平成18年）9月限りで発売中止となった。
2020年（令和2年）には新型コロナウイルス感染症（COVID-19）流行の影響で収入が大幅に減少したこともあり、2両で5,000万円となるトロッコわっしー号の検査費用の支援を目的としたクラウドファンディングの募集を行い、最終的に956万円の支援を受けた。

## 乗車券について
普通乗車券は、片道乗車券は有効期間が当日限り、往復乗車券が購入日を含む2日間有効となる。また、事前に普通乗車券を購入している場合に限り、水沼駅と神戸駅で途中下車することができる。相老・大間々・通洞・足尾の各駅（通洞駅・足尾駅は窓口営業時間帯のみ）で、片道・往復ともにすべての区間の普通乗車券を販売しており、桐生駅・神戸駅（日中時間帯のみ）では同駅発の片道乗車券のみ販売している。また、普通乗車券のほか、定期乗車券（通勤・通学）、回数券、団体乗車券、障害者割引（精神も含む）、運転免許証自主返納者割引の取り扱いがある。
販売される乗車券（後述の「一日フリーきっぷ」を含む）は、桐生駅発行分を除き裏の白い非磁気券であるため自動改札機を通過できない。桐生駅下車時、もしくはJR線・東武鉄道への連絡乗車券利用時には、下車駅に自動改札機が設置されていても有人改札からの出場となる。桐生駅から磁気券の乗車券を用いて入場・乗車する場合については例外として自動改札機を通過できる。なお、自動券売機が設置されている桐生駅、相老駅、大間々駅、神戸駅には注意書きが記されている。
わたらせ渓谷線ではSuicaやPASMOなどのICカード乗車券は利用できない。桐生駅でJR線から乗り継ぐ際は、一度改札を出て乗車券を購入するか（券売機でICカード残額を用いての乗車券購入も可能）、ホーム上の簡易改札機で出場処理を行い、わたらせ渓谷線の車内で精算する必要がある。JR線を切符で乗車してきた場合、乗り継ぎの時間が少ない際には、その切符を改札に通すことなくそれを整理券の代わりにして乗り換えることが可能である。また、相老駅で東武線から乗り継ぐ際は、足尾方面行きホーム上もしくは改札口に設置されている簡易改札機で処理する。足尾方面行きのホームでタッチ出場処理した場合、他の駅での乗車時と同様に整理券を取って降車駅にて車内精算となる。また、桐生駅 - 相老駅間をICカード乗車券で乗車すると、JRと東武鉄道経由で利用したとみなされ、高額な運賃が減額される（従ってわたらせ渓谷線に対しては無賃乗車である）。

### 一日フリーきっぷ
1枚大人1,880円、小児940円（2025年8月時点）で、購入日当日に限り、わたらせ渓谷線を自由に乗り降りできる。JR桐生駅窓口と相老駅、大間々駅、通洞駅、足尾駅で販売している。また、水沼駅温泉センター入館料、陶器と良寛書の館、冨弘美術館の入館料が2割引になる特典がある。相老・大間々・通洞・足尾の各駅で販売する券の表面には、沿線の風景や写真などが印刷されている。全区間を往復利用する場合、片道1,130円で往復2,260円になるところ、フリーきっぷを利用すると380円安くなる。「トロッコわたらせ渓谷号」の節で前述したように、トロッコ列車などの臨時列車でも利用できる。

## 宮脇俊三との関わり
国鉄足尾線時代の1977年（昭和52年）5月28日、紀行作家の宮脇俊三がこの路線を最後に国鉄全線完乗を達成した。著書『時刻表2万キロ』にその顛末と乗車記が1章を割いて記述されている。宮脇が最初に足尾線に乗車した際は全線完乗を企図する前であり、間藤駅の1駅前の足尾駅までしか乗車しておらず、最後の1駅の区間のみを乗車するために再度足尾線へ乗車することになった。日本全国に散在した未乗車区間を、会社勤めの間を縫って週末や年末年始の休みを利用し地域ごとに乗り潰していった結果、宮脇の居所である東京から近く、かつ近傍に未乗車区間のない足尾線が偶然最後になったものであって、足尾線が最後になったのは必ずしも本意ではなかったと心情を吐露している。2003年（平成15年）に宮脇が亡くなり、同年6月1日に間藤駅で追悼行事が行われた際には、「宮脇先生追悼号」という臨時列車が特製ヘッドマーク付きで運転された。